# Tasgeci
Tasgeci (en llatí Tasgetius) era de família noble entre els carnuts i va rebre la condició de rei del seu poble de mans de Juli Cèsar durant la Guerra de les Gàl·lies. Va ser assassinat després d'un regnat d'uns tres anys. L'esmenta Cèsar a De Bello Gallico (Caes. B. G. 5.25).